# GNOME Builder
GNOME Builder - это универсальная интегрированная среда разработки (IDE) для платформы GNOME, предназначенная в первую очередь для облегчения написания приложений на базе GNOME. Первоначально она была выпущена 24 марта 2015 года.

## Особенности
- GNOME Builder с момента своего создания ориентирован на разработчиков "приложений GNOME"[4] и стремится хорошо интегрироваться с другими инструментами разработки для настольных компьютеров Gnome.
- Интегрированная поддержка GNOME Devhelp.
- Система контроля версий git может использоваться для выделения добавлений и изменений в коде.
- Поддержка разработки приложений flatpak.
- Подсветка синтаксиса для многих языков программирования с помощью GtkSourceView.
- Компиляция кода доступна для языков C (C, C++ и т.д.), Python и Rust[5], дополнительные языки находятся в стадии разработки.
- Плагины, которые могут быть написаны на C, Python 3 или Vala.[6]
- Базовая поддержка многих языков программирования, а также дополнительные возможности для языков, поддерживаемых GObject Introspection.

На выставке GUADEC 2016 Кристиан Хергерт представил демо на YouTube на  новой версии GNOME Builder. Дополнительные функции будут интегрированы после того, как GTK Scene Graph Kit будет объединен с GTK.sysprof был расширен, а его номер версии был изменен с 1.2.0 на 3.20 и был интегрирован в версию 3.22.
GNOME Builder использует GNOME Code Assistance для диагностики кода для CSS, HTML, JS, JSON, Python, Ruby, SCSS, shell script и XML. Jedi используется для завершения кода для Python. Clang используется для поддержки кода для C-подобных языков. Диагностика Rust осуществляется с помощью протокола языкового сервера для взаимодействия с языковым сервером Rust.

## Пользовательский интерфейс
Большая часть интерфейса предназначена для центрального редактора кода. Редактор автоматически распознает большинство языков программирования и соответствующим образом выделяет текст. При использовании системы контроля версий цветные полосы рядом с номерами строк указывают на изменения в этих строках. Для поддерживаемых языков дополнительные символы выделяют строки, содержащие ошибки или неправильно отформатированный код.
Builder может меняться между свой собственной, Vim-подобной и Emacs-подобной раскладкой клавиатуры
В редакторе кода могут быть доступны дополнительные панели. Например, «дерево» проекта, окно терминала и браузер справки. Дерево проекта позволяет пользователю выполнять операции с файлами и папками.

## Разработка
Разработка GNOME Builder был запущен краудфандингом в январе 2015 года на платформе Indiegogo. Кампания достигла 187% (56 245 долларов) от запланированного объема финансирования в размере 30 000 долларов.

## История версий
| Номер Версии | Дата Релиза      | Примечание |
| ------------ | ---------------- | --- |
| 3.16.0       | 24 марта 2015    | Первоначальный выпуск "предварительного просмотра"                                                                                   |
| 3.16.1       | 13 апреля 2015   | Добавлены улучшения в пользовательский интерфейс, управление файлами и подсветку синтаксиса.                                         |
| 3.16.2       | 16 апреля 2015   | В основном были исправлены ошибки и некоторые улучшения в управлении проектами.                                                      |
| 3.16.3       | 18 мая 2015      | Добавлена обзорная карта источника для прокрутки и обновления диалоговых окон настроек.                                              |
| 3.18.0       | 23 сентября 2015 | Был выпущен вместе с остальной частью GNOME 3.18.                                                                                    |
| 3.18.1       | 15 октября 2015  | Были улучшены функции завершения кода Vala и предупреждения об ошибках. Также был улучшен плагин Jedi для завершения кода на Python. |
| 3.20         | 23 мarch 2016    | Был выпущен с GNOME 3.20. |
| 3.20.4       | 6 мая 2016       | Добавлены улучшения стабильности и производительности, включая повторную реализацию поддержки открытия удаленных файлов.             |
| 3.22.2       | 2 ноября 2016    | Добавлена предварительная поддержка Rust и его GTK-привязок.                                                                         |
| 3.22.4       | 22 декабря 2016  | Добавлены различные улучшения системы сборки и улучшенная поддержка для создания Flatpak пакетов                                     |
| 3.32.0       | 3 марта 2019     | Серьезный рефакторинг кода приложения. Включал улучшенную интеграцию GDB и первоначальную интеграцию Glade.                          |
| 3.32.2       | 6 мая 2019       | Улучшения в создании приложений и исправления ошибок.                                                                                |
| 3.32.3       | 11 июня 2019     | Добавлены улучшения локализации и исправления ошибок.                                                                                |